# Gaziosmanpaşa

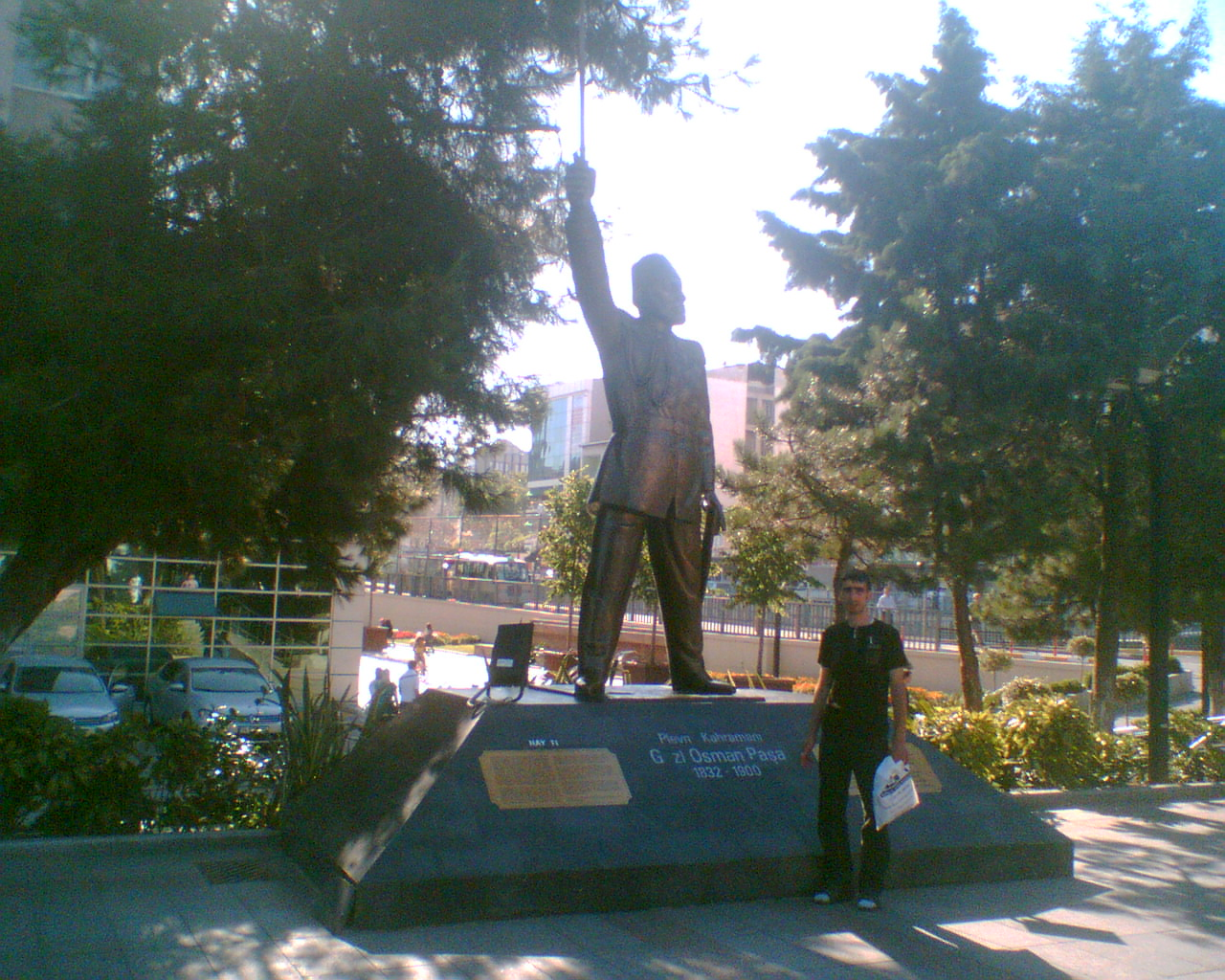
Statue of Osman Pasha in Gaziosmanpaşa district

Gaziosmanpaşa (tidigare: Taşlıtarla) är ett distrikt inom provinsen och storstadskommunen Istanbul, belägen på den europeiska, västra sidan av staden. Folkmängden uppgår till nästan en halv miljon invånare, och omfattar ett område i den västra delen av Istanbuls centralort. Distriktet omfattade fram till en administrativ reform 2008 ett större område än dagens, ända upp till Svarta havet, och hade tidigare över en miljon invånare.

## Historia
Gaziosmanpaşa började bebyggas under 1950-talet av framför allt invandrare från Balkan. På 1970- och 80-talet ökade befolkningen kraftigt genom att medborgare från den anatoliska delen av Turkiet började bosätta sig i området. De flesta av husen var uppförda utan tillstånd, och det saknades helt planering. Området har genom de olika immigrantvågorna fått en etnisk och kulturellt blandad befolkning, och betydande grupper av kurder och anhängare till alevismen har kommit från Tunceliprovinsen.
Distriktet är uppkallat efter den osmanska generalen Osman Nuri Paşa som var verksam i den osmanska armén under senare hälften av 1800-talet. Osman Nuri Paşa var under sin militära karriär verksam i bland annat Balkan och ledde framgångsrikt den osmanska armén till seger mot en rysk-rumänsk armén i slaget om Pleven under det rysk-turkiska kriget 1877-1878.

## Gaziosmanpaşa idag
Gaziosmanpaşa har brottats med en mängd problem, både kriminalitet och arbetslöshet, vilket distriktet på olika sätt har försökt att hantera genom ökande satsningar på den unga delen av befolkningen. Det har också förekommit högerextremt våld, riktat mot minoriteterna. Området växer fortfarande snabbt, och utan en fungerade central planering vilket gör att staden fortfarande brottas med att tillgodose behovet av skolor och infrastruktur. På senare år har ett ökat antal industrier växt upp i Gaziosmanpaşa.